# Flavien Coton
Pour les articles homonymes, voir Coton.
Flavien Coton est un pongiste professionnel français, né le 7 avril 2008 à Lambres-lez-Douai.
Il est le premier champion du monde cadet français, qui correspond à la catégorie des moins de 15 ans. Avec son frère aîné, il est comparé à la paire française des frères Lebrun.

## Biographie

### Parcours jeune
Flavien Coton naît le 7 avril 2008 dans le département du Nord. Fils de 2 pongistes, il commence tout comme son frère Adrien Coton, le tennis de table à l’âge 3 ans[source insuffisante]. Entraîné par ses parents qui ont évolué au niveau national, il montre rapidement de grandes capacités et commence à remporter ses premiers trophées régionaux. Droitier avec une prise orthodoxe, il devient Champion du Nord 2015 en catégorie poussin, premier au top zone de la zone 6, puis en 2016, une nouvelle fois vainqueur du Championnat du Nord poussin puis des mini-interligues en juin, des internationaux des Ardennes en septembre et Minicom’s en décembre.
Il devient par la suite champion de France en benjamin, en minimes, en cadet puis en junior en 2024,.
Avec une vingtaine d'heures d'entrainement par semaine, il suit depuis le collège des horaires aménagés.
Toujours au CTT BRUILLE, son club formateur où il a commencé et dont sa mère est vice-présidente, il joue avec l’équipe première lors de la saison 2019-2020, alors en National 2. Grâce à son niveau, une bonne adaptation et de bons résultats, l’équipe arrive en Pro B en mai 2022. Flavien n’a encore que 14 ans.
À 14 ans, il devient champion d’Europe des moins de 15 ans en simple, et en par équipes avec la France.
Toujours à 14 ans, avec 9 entraînements par semaine ainsi que 3 de plus en renforcement musculaire[source insuffisante], il crée l’exploit en devenant le premier champion du monde U15 français, quelques mois après avoir déjà conquis l’Europe ,. En plus de son talent, il est remarqué par son calme et sa sérénité lors des rencontres à enjeux ou quand il est en difficulté.
L’année suivante, il devient vice-champion d’Europe en simple junior pour sa première année dans cette catégorie.
Par la suite, il joue d’autres compétitions dans des catégories supérieures afin de s’améliorer. Pas encore dans le monde des catégories seniors, il s’entraine parfois avec eux ou lors d’échauffement.
Il s’entraine aussi de temps en temps en Allemagne au TTF Liebherr Oschenhausen (où joue d’ailleurs le français Simon Gauzy).

### Début chez les seniors
Début 2025, la World Table Tennis met en place la Youth Nomination afin que des jeunes U19 fassent leurs premiers pas dans des compétitions WTT seniors dans le tableau principal. Alors 116e mondial, Flavien obtient une Wild card en tant que 5e mondial junior, afin de participer au WTT Star Contender de Doha. C'est le premier joueur à bénéficier de cette nouvelle fonctionnalité. Il s'incline 1 set à 3, en 32e de finale contre le suédois Kristian Karlsson.
Le 23 mars 2025, il remporte son premier titre en championnat de France senior, en s'imposant en double mixte avec Charlotte Lutz.
Le 29 mars 2025, il se qualifie pour la première fois en demi-finale d'un WTT Star Contender à Chennai, en Inde, après avoir notamment vaincu le Japonais Sora Matsushima (alors 31e joueur mondial) et le Danois Jonathan Groth (17e mondial), ce qui lui permet d'être classé pour la première fois dans le top 100 mondial, en se hissant à la 65e place à seulement 16 ans.
Le 9 avril 2025, il remporte son premier titre international en simple chez les senior à tout juste 17 ans au WTT Feeder d'Havířov en République Tchèque.
Le 11 mai 2025, il remporte le titre de Champion d'Europe des moins de 21 ans à Bratislava au terme d'une finale serrée contre Iulian Chirita. Mené 2-0 par Chirita, Flavien se remobilise et remporte les trois sets suivant avec un score de 11-1, 11-3, et 11-7. Il est finalement entrainé vers une belle après la perte du 6ème set. Il remporte le 7ème set décisif sur le score de 11-9.
A la suite du WTT Star Contender de Ljubljana en juin 2025, il rentre dans le top 50 mondial (place n°50).
En juillet 2025, il obtient une Wild Card pour le tournois WTT Grand Smash de Las Vegas, mais s'est déclaré forfait à cause d'un virus. Il est annoncé dans la Player List du WTT Grand Smash Europe à Malmö en Suède qui se tiendra en août 2025. Ce serait sa première participation à un Grand Smash[réf. souhaitée].
Malgré son jeune âge, Flavien Coton a de grandes ambitions et a en tête une potentielle participation aux Jeux Olympiques de Los Angeles de 2028 ,.

## Historique des clubs
- 2011 – aujourd’hui : Club de Tennis de Table de Bruille-lez-Marchiennes (CTT BRUILLE)

## Palmarès

### 2018
- Champion de France Benjamin en double[6]

### 2019
- Vice-Champion de France Minimes en double[6]

- Champion de France Benjamin en simple[6]

### 2020
- Champion de France Minimes en simple[6]

### 2021[6]
- Champion d’Europe Cadet par équipes
- Champion d’Europe Cadet en doubles
- Médaille de bronze aux championnats du Monde U15 en par équipes
- Champion de France Cadet en simple

### 2022[6]
- Médaillé de bronze aux Championnats du monde U15 en double
- Champion du WTT Youth Star Contender U15, Podgorica
- Vice-champion d’Europe Cadet en doubles
- Vainqueur du top 10 européen Cadet
- Champion du monde U15 en simple, Tunis [28]
- Médaille de bronze Juniors en double
- Champion d’Europe Cadet en simple, Belgrade [6]

### 2023[6]
- Champion du WTT Youth Star Contender U15, Skopje
- Vice-champion du WTT Youth Star Contender, Lima
- Médaille de bronze aux championnats de France Juniors en double
- Champion de France Cadet en simple

### 2024[6]
- Médaille de bronze aux Championnats de France en double
- Champion de France Juniors en simple
- Champion du WTT Youth Contender U19, Panagyurishte
- Champion du WTT Youth Star Contender en double mixte U19, Tunis

### 2025
- champion de France senior 2025 de double mixte, associé à Charlotte Lutz[19]
- Médaillé de bronze en simple au WTT Star Contender de Chennai[29] (défaite en demi-finale face à Oh Junsung)
- Champion en simple du WTT Feeder d'Havířov[24]
- Champion d'Europe U21 en simple à Bratislava
- Champion de France Pro B 2024-2025[30]